# بهارات گوپی
بهارات گوپی (انگلیسی: Bharat Gopy; ۲ نوامبر ۱۹۳۷ – ۲۹ ژانویهٔ ۲۰۰۸) کارگردان فیلم، تهیه‌کننده فیلم و هنرپیشه اهل هند بود. وی بین سال‌های ۱۹۷۲ تا ۲۰۰۸ میلادی فعالیت می‌کرد.
از فیلم‌ها یا برنامه‌های تلویزیونی که وی در آن نقش داشته‌است می‌توان به بستنی، صدمه، صاحب، قلعه‌ای در هوا، نامه‌ها و انتخاب شخصی اشاره کرد.
وی همچنین برندهٔ جوایزی همچون جایزه ملی فیلم بهترین بازیگر مرد در سال ۱۹۷۷ شده‌است.